# Inaria karli
L’Inaria (Inaria karli) è un organismo estinto, vissuto nel Proterozoico superiore (circa 550 milioni di anni fa). I suoi resti sono stati rinvenuti in Australia e in Russia. Appartiene a quel gruppo di enigmatici organismi noti come fauna di Ediacara.

## Descrizione
I fossili di inaria presentano simmetria radiale, e sono stati descritti come cnidari privi di tentacoli. L'organismo probabilmente possedeva un corpo a forma di sacco, dall'aspetto stranamente simile a un ciuffo di aglio. La base larga e bulbosa doveva rimanere infossata nel fango, mentre una struttura simile a un tubo si estendeva al di sopra della superficie del fondale marino. La cavità corporea di Inaria era costituita da una singola camera, la cui superficie interna era percorsa da profonde scanalature che andavano a dividere in diversi scomparti l'intera zona, interpretata come uno stomaco.

## Scoperta
L'unica specie nota di inaria, I. karli, è stata descritta nel 1987 da Jim Gehling ed è stata scoperta per la prima volta in Australia. In seguito altri esemplari sono stati rinvenuti in Russia.